# تانکر کلاس ویو
تانکر کلاس ویو (به انگلیسی: Wave-class tanker) یک کلاس از کشتی است که طول آن 196.5 metres می‌باشد.